# La Zona
La Zona ist ein mexikanisch-spanisches Filmdrama des uruguayischen Regisseurs Rodrigo Plá aus dem Jahr 2007. Auf DVD erschien der Film unter dem Titel La Zona – Betreten verboten.

## Handlung
Während einer stürmischen Nacht fällt eine riesige Werbetafel in Mexiko-Stadt auf eine Mauer eines „barrio cerrado“. Drei jugendliche Gelegenheitsdiebe aus dem Armenviertel dringen durch die entstandene Schneise in die geschlossene und privat überwachte Wohlstandssiedlung „La zona“ ein und bringen eine ältere Frau um, die sie bei ihrem Einbruch entdeckt. In der Folge nehmen die aufgebrachten Bewohner des Reichenviertels selbst die Verfolgung der Täter auf und kommen damit auch mit der Polizei in Konflikt.

## Kritik
Das Lexikon des Internationalen Films befand, dass der Film ein „düsteres, betont langsam entwickeltes Drama“ sei, „dem es trotz seines Sujets nicht um Action“ gehe.

„Rodrigo Plás negative Utopie leidet an der stereotypen Figurenkonstellation. […] Ausgenommen von dieser Schablonenzeichnung ist der Polizist Rigoberto. Zwar sind ihm die Methoden der korrupten Kollegen und Vorgesetzten verhasst, er lehnt sich jedoch im Endeffekt nicht auf, seine Motivationen scheinen ebenfalls alles andere als edel und seine angestaute Frustration entlädt er an den Schwächsten.
In solchen Momenten ist La Zona ein beachtenswertes Kinodebüt, andernorts verschenkt er allerdings das Potenzial seiner spannenden Ausgangskonstellation zugunsten einer überdeutlichen Botschaft.“